# Manuel Gayoso de Lemos
Manuel Luis Gayoso de Lemos Amorín y Magallanes, né le 30 mai 1747 à Porto et mort le 18 juillet 1799 à La Nouvelle-Orléans, est un gouverneur espagnol de la Louisiane.

## Biographie
Manuel Gayoso de Lemos reçut une éducation à Londres où sa famille résidait. 
En 1771, il rejoint le bataillon espagnol de Lisbonne comme cadet de l'armée. Son bataillon est envoyé à Cuba puis en Louisiane sous la gouvernance du gouverneur espagnol Alejandro O'Reilly.
Le 3 novembre 1787, Manuel Gayoso de Lemos a assumé le commandement militaire et civile du fort et du district nouvellement organisée de Natchez (anciennement fort Rosalie de la Louisiane française). La même année, il rencontre le général James Wilkinson à la  Nouvelle-Orléans. À cette époque, les américains ne sont pas autorisés à commercer avec La Nouvelle-Orléans. James Wilkinson entreprend de convaincre le gouverneur espagnol, d'accorder au Kentucky un monopole commercial sur le fleuve Mississippi ; en échange il promet de défendre les intérêts espagnols dans l'Ouest. En août 1787, James Wilkinson signe une déclaration d'expatriation et jure allégeance au Roi d'Espagne qui en échange lui verse une rente.
En 1792, il fut ensuite nommé gouverneur du district par le gouverneur général Esteban Rodríguez Miró, gouverneur de la Louisiane espagnole et de la Floride espagnole. À son arrivée, Gayoso de Lemos a établi un cabildo (conseil municipal) avec les planteurs franco-louisianais.
En décembre 1795, Gayoso a une entrevue avec le botaniste André Michaux qui explorait les Illinois et les bords du Mississippi.
En 1798, Gayoso de Lemos, a publié un édit complet faisant du catholicisme, la religion officielle de la colonie. En plus d'augmenter la dîme en faveur de l'église, il a tenté de contraindre les gens de ne plus travailler les dimanches et les jours saints.
Gayoso de Lemos meurt de la fièvre jaune le 18 juillet 1799. Le colonel Francisco Bouligny est devenu le gouverneur militaire par intérim et Nicolas Marie Vidal le gouverneur civil par intérim en attente de la nomination du futur gouverneur le Marquis de Casa Calvo.